# (2062) Aten
(2062) Aten – planetoida z grupy Atena, cechującej się mniejszą średnią odległością od Słońca niż Ziemia. 

## Odkrycie
Została odkryta 7 stycznia 1976 roku w Obserwatorium Palomar przez Eleanorę Helin. Nazwa pochodzi z mitologii egipskiej od egipskiego boga o imieniu Aton lub Aten. 

## Orbita
(2062) Aten był pierwszą odkrytą asteroidą z grupy, którą wkrótce zaczęto nazywać grupą Atena. Planetoida ta krąży wokół Słońca w średniej odległości 0,96 au po trajektorii o mimośrodzie 0,18. Na jeden obieg potrzebuje 347 dni.

## Właściwości fizyczne
Jest to obiekt o wielkości ok. 1 km, najprawdopodobniej nieregularnego kształtu, o jasności absolutnej 16,8m i albedo 0,2. Jeden obrót wokół własnej osi zajmuje niemal 1,7 dnia. Średnia temperatura powierzchni sięga 275 K.